# Vienne-en-Val
Vienne-en-Val is een gemeente in het Franse departement Loiret (regio Centre-Val de Loire). De plaats maakt deel uit van het arrondissement Orléans. Vienne-en-Val telde op 1 januari 2022 1.965 inwoners.

## Geografie
De oppervlakte van Vienne-en-Val bedroeg op 1 januari 2022 35,94 vierkante kilometer; de bevolkingsdichtheid was toen 54,7 inwoners per km².

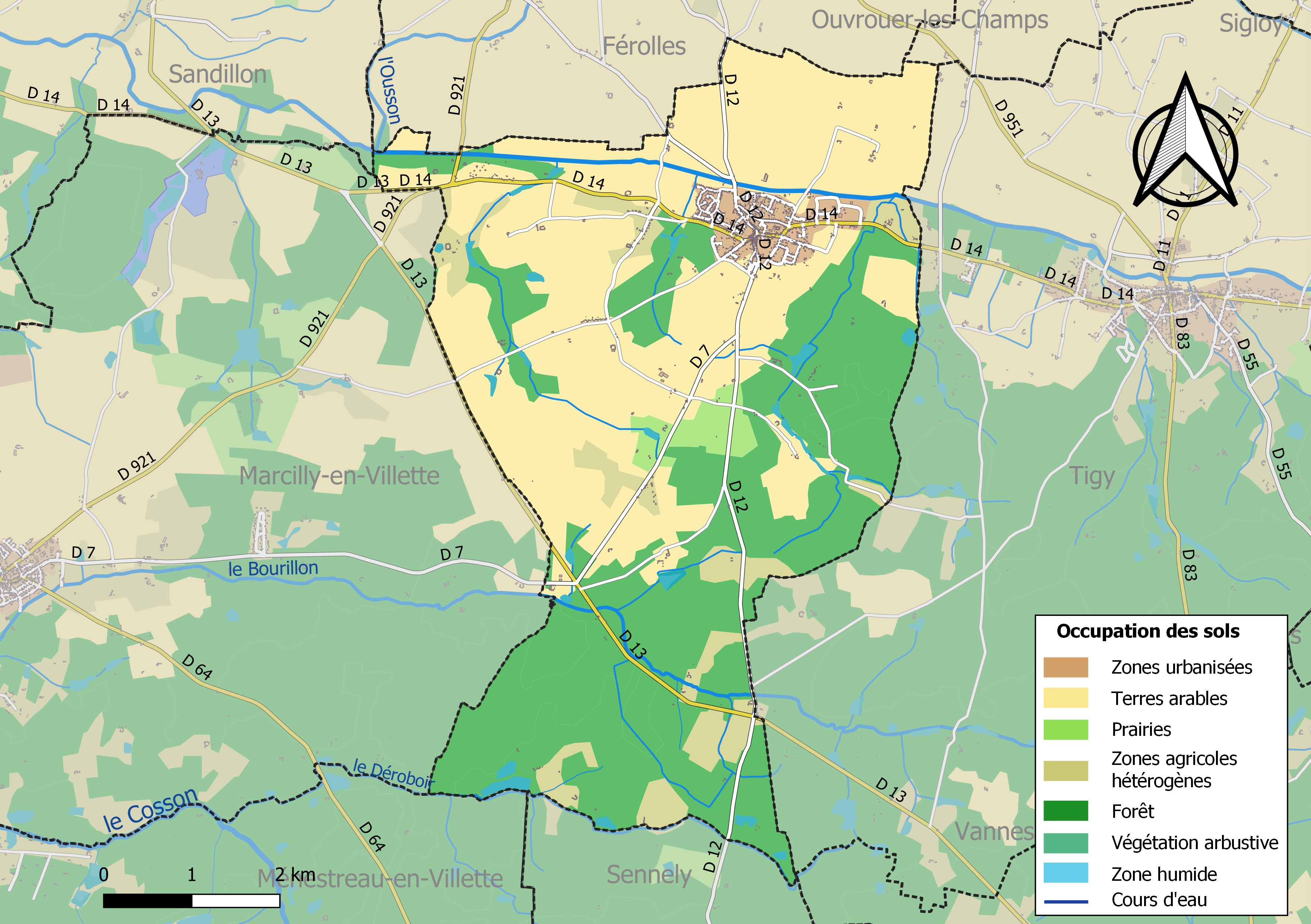
Kaart van de gemeente met de belangrijkste infrastructuur, bodemgebruik en omliggende gemeenten

## Demografie
Onderstaande figuur toont het verloop van het inwonertal (bron: INSEE-tellingen).